# NGC 5184
NGC 5184 (również PGC 47438 lub UGC 8487) – galaktyka spiralna z poprzeczką (SBc), znajdująca się w gwiazdozbiorze Panny. Odkrył ją William Herschel 11 kwietnia 1787 roku. Jest to galaktyka z aktywnym jądrem typu LINER.